# سيد ريد
سيد ريد (بالإنجليزية: Syd Reid)‏ (1 يناير 2000 في المملكة المتحدة - ) هو لاعب كرة قدم بريطاني في مركز الهجوم. لعب مع نادي لوتون تاون.